# Karl Koch
Karl Otto Koch, född 2 augusti 1897 i Darmstadt, död 5 april 1945 i Buchenwald, var en tysk SS-Standartenführer och lägerkommendant. Han var kommendant i koncentrationslägren Columbia-Haus (1935–1936), Esterwegen (1936), Sachsenhausen (1936–1937), Buchenwald (1937–1941) och Majdanek (1941–1943). Han var gift med Ilse Koch.
Koch arresterades av Gestapo i augusti 1943 för bland annat förfalskning, mord på tre fångar och olydnad mot överordnad. Förseelserna ansågs vara så allvarliga att Koch dömdes till döden och avrättades genom arkebusering.

## Utmärkelser
Karl Kochs utmärkelser
- Järnkorset av andra klassen
- Krigsförtjänstkorset av andra klassen
- Såradmärket i svart
- Ärekorset
- Landesorden
- SS Hederssvärd
- SS-Ehrenring (Totenkopfring)